# Typhlodromus subtilis
Typhlodromus subtilis är en spindeldjursart som beskrevs av Zannou, Moraes och Oliveira 2008. Typhlodromus subtilis ingår i släktet Typhlodromus och familjen Phytoseiidae. Inga underarter finns listade i Catalogue of Life.